# Dziewięciozgłoskowiec alcejski
Dziewięciozgłoskowiec alcejski (zwany też dymetrem jambicznym hiperkatalektycznym) – stworzony przez Alkajosa wers, stosowany w poezji antycznej najczęściej razem z innymi wersami alcejskimi (tj. dziesięcio- i jedenastozgłoskowcem) w postaci strofy alcejskiej.
Z nazwy systematycznej wynika, że jest to wers należący do rodziny jambicznej. Nazwa dymetr wskazuje, że złożony jest on z dwóch metrów, czyli czterech stóp jambicznych. Występują one razem z hiperkataleksą:
| 1. stopa                            | 2. stopa                           | 3. stopa                          | 4. stopa                           | 5. stopa       |
| ----------------------------------- | ---------------------------------- | --------------------------------- | ---------------------------------- | -------------- |
| dowolna sylaba · akcentowana sylaba | krótka sylaba · akcentowana sylaba | długa sylaba · akcentowana sylaba | krótka sylaba · akcentowana sylaba | anceps w tezie |

W stopie trzeciej teza jambu zostaje wzdłużona, dając odwrócony spondej. Nagłos wersu może być zarówno jambiczny, jak i spondeiczny.